# 藤掛直人
藤掛 直人（ふじかけ なおと、1991年- ）は、日本のマーケター。株式会社DeNA川崎ブレイブサンダース 事業戦略マーケティング部部長。

## 経歴
2014年、東京大学経済学部卒業後、株式会社ディー・エヌ・エーに入社。 ゲームタイトル全体を統括するプロデューサーとして、年間売上高50億円以上のスマホゲームを安定運用することに成功。 その後、スポーツ領域の新規事業開発を担当。

### 川崎ブレイブサンダース
2018年、Bリーグに属する川崎ブレイブサンダースの運営権継承に成功し、社長室 室長として承継先の子会社立ち上げ・PMI・経営戦略立案を主導。体制構築後は事業戦略マーケティング部 部⻑として、マーケティング領域を統括。
2020年、Bリーグクラブ初となるTikTokとのパートナーシップ締結を主導。
2021年、UUUM株式会社とのパートナーシップ締結を主導。2020-21シーズンの1試合平均来場者数はBリーグ内の22クラブ中で1位を記録。
2022年、YouTubeにおいて、JリーグおよびBリーグ初のチャンネル登録者数10万人突破を達成。さらにTikTokにおいて、国内プロスポーツクラブでは読売ジャイアンツに続いて2番目となるフォロワー数10万人突破を達成。 書籍『ファンをつくる力　デジタルで仕組み化できる、2年で25倍増の顧客分析マーケティング』を出版。 web上で佐藤尚之、田村淳、はじめしゃちょーなど幅広い識者と対談を行う。

## 著書
- 『ファンをつくる力　デジタルで仕組み化できる、2年で25倍増の顧客分析マーケティング』日経BP、2022年5月。ISBN　9784296112371

## メディア出演

### テレビ番組
- がっちりマンデー!!『儲かる！地元スポーツ』（2022年2月13日、TBS）
- ワールドビジネスサテライト（WBS）『デジタル作品が“高額取引” 新技術 「ＮＦＴ」の実力は？』（2021年5月3日、テレビ東京）

### ラジオ
- 小塚アナの褒めタイム！（2022年9月6日、ラジオNIKKEI）
- パンサー向井の#ふらっと（2022年7月27日、TBSラジオ）
- マイあさ！（2022年6月26日、NHKラジオ）
- STEP ONE（2022年5月10日、J-WAVE）